# Elena Sokolova
Elena Sergeyevna Sokolova (em russo:  Еле́на Серге́евна Соколо́ва; Moscou, RSFS da Rússia, 15 de fevereiro de 1980) é uma ex-patinadora artística russa, que competiu no individual feminino. Ela foi medalhista de prata no Campeonato Mundial de 2003, conquistou três medalhas em campeonatos europeus e campeã por três vezes do campeonato nacional russo. Leonova disputou os Jogos Olímpicos de Inverno de 1998 e de 2006 terminando na sétima  e décima quarta posição respectivamente.

## Principais resultados
| Resultados                                                                             | Resultados    | Resultados       | Resultados        | Resultados       | Resultados        | Resultados        | Resultados    | Resultados       | Resultados        | Resultados        | Resultados       | Resultados        |
| Internacional                                                                          | Internacional | Internacional    | Internacional     | Internacional    | Internacional     | Internacional     | Internacional | Internacional    | Internacional     | Internacional     | Internacional    | Internacional     |
| Evento/Temporada                                                                       | 1995– 1996    | 1996– 1997       | 1997– 1998        | 1998– 1999       | 1999– 2000        | 2000– 2001        | 2001– 2002    | 2002– 2003       | 2003– 2004        | 2004– 2005        | 2005– 2006       | 2006– 2007        |
| -------------------------------------------------------------------------------------- | ------------- | ---------------- | ----------------- | ---------------- | ----------------- | ----------------- | ------------- | ---------------- | ----------------- | ----------------- | ---------------- | ----------------- |
| Jogos Olímpicos                                                                        |               |                  | 7.ª               |                  |                   |                   |               |                  |                   |                   | 14.ª             |                   |
| Campeonato Mundial                                                                     |               |                  | 8.ª               |                  |                   |                   |               | Medalha de prata | 10.ª              | 7.ª               | 4.ª              | 13.ª              |
| Campeonato Europeu                                                                     |               |                  |                   |                  |                   |                   |               | Medalha de prata | Medalha de bronze | 5.ª               | Medalha de prata | 7.ª               |
| GP Grand Prix Final                                                                    |               |                  | 5.ª               | 4.ª              |                   | 6.ª               |               |                  |                   |                   | 5.ª              |                   |
| GP Cup of China                                                                        |               |                  |                   |                  |                   |                   |               |                  |                   |                   |                  | 7.ª               |
| GP Cup of Russia                                                                       |               | 4.ª              | Medalha de prata  | Medalha de ouro  | Medalha de bronze | Medalha de prata  | 4.ª           |                  |                   | 4.ª               |                  | 4.ª               |
| GP NHK Trophy                                                                          |               |                  |                   |                  |                   |                   |               | 6.ª              |                   | Medalha de bronze |                  |                   |
| GP Skate America                                                                       |               | 6.ª              | Medalha de bronze | Medalha de prata | Medalha de bronze | Medalha de bronze | 10.ª          |                  |                   |                   | Medalha de ouro  |                   |
| GP Skate Canada International                                                          |               |                  |                   |                  |                   |                   |               |                  | 9.ª               |                   |                  |                   |
| GP Sparkassen Cup on Ice                                                               |               |                  |                   | Medalha de ouro  |                   |                   |               |                  |                   |                   |                  |                   |
| GP Trophée Éric Bompard                                                                |               |                  |                   |                  |                   |                   |               |                  |                   |                   | 6.ª              |                   |
| Finlandia Trophy                                                                       |               |                  |                   | Medalha de ouro  | Medalha de ouro   |                   |               |                  |                   | 4.ª               |                  |                   |
| Golden Spin of Zagreb                                                                  |               |                  |                   |                  |                   |                   |               |                  |                   |                   | WD               |                   |
| Nebelhorn Trophy                                                                       |               |                  |                   |                  |                   |                   |               |                  |                   |                   | Medalha de ouro  |                   |
| Internacional – Júnior                                                                 |               |                  |                   |                  |                   |                   |               |                  |                   |                   |                  |                   |
| Campeonato Mundial Júnior                                                              |               | Medalha de prata |                   |                  |                   |                   |               |                  |                   |                   |                  |                   |
| Nacional                                                                               |               |                  |                   |                  |                   |                   |               |                  |                   |                   |                  |                   |
| Campeonato Russo                                                                       | 6.ª           | 5.ª              | Medalha de bronze | 5.ª              | 6.ª               | 4.ª               | 4.ª           | Medalha de ouro  | Medalha de ouro   | Medalha de prata  | Medalha de ouro  | Medalha de bronze |
|                                                                                        |               |                  |                   |                  |                   |                   |               |                  |                   |                   |                  |                   |
| Legenda: GP = Grand Prix; WD = Abandonou; Competição não foi disputada nesta temporada |               |                  |                   |                  |                   |                   |               |                  |                   |                   |                  |                   |